# Hobøl
Hobøl là một đô thị ở hạt Østfold, Na Uy. Trung tâm hành chính là Elvestad. Hobøl nằm cách Oslo 40 km về phía đông nam.
Giáo khu Haabøl được lập thành một đô thị vào ngày 1 tháng 1 năm 1838 (xem formannskapsdistrikt).
Làng lớn nhất ở Hobøl là Tomter, là nơi có nhà ga tàu hỏa có hãng Indre Østfoldbanen hoạt động. Ngoài ra, đô thị Hobøl còn có các làng Knapstad, Ringvoll.
Hobøl là nơi được kiến nghị xây một sân bay mới thay thế Fornebu, và năm 1972, Quốc hội Na Uy đã quyết định xây ở đây nhưng do cuộc khủng hoảng dầu mỏ đã trì hoãn dự án này. Do đó, sân bay mới đã được xây tại Gardermoen về phía bắc Oslo.

## Tên gọi
Đô thị này (ban đầu là một giáo khu) được đặt tên theo nông trang cũ Hobøl (Norse Hóbœli), do nhà thờ đầu tiên đã được xây ở đó. Tiền tố là hór/hár 'cao'. Hậu tố là bœli có nghĩa là 'nông trang'.
Cho đến năm 1889, tên vẫn được viết "Haabøl".

## Huy hiệu
Huy hiệu được áp dụng thập kỷ trước(1985). Huy hiệu có hình sông [[Hobølelva.